# Calamagrostis valida
Calamagrostis valida är en gräsart som beskrevs av Sohns. Calamagrostis valida ingår i släktet rör, och familjen gräs. Inga underarter finns listade i Catalogue of Life.